# Phoneyusa manicata
Phoneyusa manicata là một loài nhện trong họ Theraphosidae.
Loài này thuộc chi Phoneyusa. Phoneyusa manicata được Eugène Simon miêu tả năm 1907.